# Papiro 48
Il papiro 48 ({\displaystyle {\mathfrak {p}}}48) è un piccolo frammento di diciotto versetti (23:11-29) dagli Atti degli apostoli, datato paleograficamente al III secolo. È conservato a Firenze presso la Biblioteca Medicea Laurenziana (PSI 1165).
Il testo corrisponde ad un tipo testuale occidentale; Kurt Aland, teologo e studioso della Bibbia tedesco, lo ha collocato nella categoria IV.